# Brad Peyton
Pour les articles homonymes, voir Peyton.
Brad Peyton est un réalisateur, scénariste et producteur canadien, né le 16 septembre 1979 à Gander, en Terre-Neuve-et-Labrador.

## Carrière
Brad Peyton, né à Gander, est diplômé du Centre canadien du film. Il s'est d'abord fait connaitre avec un court métrage et une comédie gothique intitulée Evelyn: The Cutest Evil Dead Girl (en) (2002). Le cinéaste Jeremy Podeswa suggérant à Peyton de montrer également le film à un avocat de l’industrie cinématographique à New York, qui lui permet d'être distribué parmi l'élite du cinéma. Evelyn est également apparu au Festival international du film de Toronto en 2002.
Il a ensuite créé et produit la série télévisée d'animation de pâte à modeler What It's Like Being Alone (en), qui a été reprise par la Société Radio-Canada en 2006. Un des mentors du réalisateur serait l'acteur Tom Hanks.
Après le succès de Alone, Peyton dirige ensuite Comme chiens et chats : La Revanche de Kitty Galore en 2010. En 2012, il réalise Voyage au centre de la Terre 2, avec Dwayne Johnson dans le rôle principal. En 2015, Peyton a réalisé le film San Andreas, qui mettait également en vedette Johnson, et le film d'horreur Incarnate.
Peyton réalise l'adaptation du long métrage Rampage : Hors de contrôle (2018), mettant en vedette Dwayne Johnson, marquant ainsi leur troisième collaboration. En juin 2016, il est confirmé qu'il a signé pour diriger l'adaptation du long métrage de la nouvelle Malignant Man écrite par James Wan,,. Le 10 février 2017, il est annoncé que Peyton allait diriger, écrire et produire un film catastrophe, Black Hole, dont la production devrait débuter au début de 2018. En mars 2017, il est annoncé que Peyton dirigerait une adaptation cinématographique de la série de jeux vidéo Just Cause, avec Jason Momoa en tête d'affiche.

## Filmographie

### Réalisateur
- 2001 : Full
- 2001 : Ted
- 2001 : Beyond the Fields
- 2002 : ZeD (série d'animation)
- 2002 : Evelyn: The Cutest Evil Dead Girl
- 2004 : Bad Luck
- 2004 : A Tale of Bad Luck
- 2006 : What It's Like Being Alone (série d'animation)
- 2010 : Comme chiens et chats : La Revanche de Kitty Galore
- 2012 : Voyage au centre de la Terre 2 : L'Île mystérieuse
- 2015 : San Andreas
- 2016 : Incarnate
- 2018 : Rampage : Hors de contrôle (Rampage)
- 2019 : Daybreak (série télévisée)
- 2024 : Atlas

### Scénariste
- 2001 : Full
- 2002 : ZeD
- 2002 : Evelyn: The Cutest Evil Dead Girl
- 2004 : Bad Luck
- 2004 : A Tale of Bad Luck
- 2006 : What It's Like Being Alone (série d'animation)
- 2019 : Daybreak (série télévisée)

### Producteur
- 2006 : What It's Like Being Alone
- 2009 : Suck
- 2021 : Sweet Girl